# 明智光秀放浪記
『明智光秀放浪記』（あけちみつひでほうろうき）は、重野なおきによる日本の4コマ漫画。『マンガPark』（白泉社）において、2019年7月29日よりから同年12月12日まで、毎週月曜日に1話配信（11月11日のみ休止）というペースで全19話が連載された。
明智光秀を主人公として、『ヤングアニマル』誌で連載中の『信長の忍び』と同じタッチで描いた4コマ漫画。物語は1541年、光秀が明智家の当主に就いたときから始まり、織田信長に仕官するまで、最終話で仕官後に大名・坂本城主となるまでが描かれる。「光秀が織田家に仕官する以前は真偽不明の話が多く、本作でも脚色が多く含まれている」と作中にて断りが入れられている。
なお、『マンガPark』では先行して重野の『軍師 黒田官兵衛伝』『真田魂』の2作を並行して配信していたが、本作の発表期間中は共に更新を休止していた。

## 主な登場人物
統率・知略・政治・武術は単行本巻末の「戦国武将名鑑」のパラメーターの数値。

### 明智家
明智光秀（あけち みつひで）
統率8　知略8　政治9　武術8　放浪10
本作の主人公。土岐家の一族である明智家の当主にして明智城主。「一族と家臣を大事にする」「才能を活かしてもらえる場所で働きたい」という2つの信念を持っており、土岐頼芸を追放した斎藤利政（道三）を「好きになれない」と評しながらも、明智家の将来のためと、道三に実力を高く買われたことから側近として仕えるようになる。長良川の戦いで道三の死後は明智城も失い、放浪生活を続けることになる。
煕子以外の者からは目つきを怖がられているが、家臣たちからの信頼は厚い。

煕子（ひろこ）
光秀の妻。相思相愛の仲であった光秀との縁談が出たものの、輿入れの数日前に疱瘡を患い顔に痕ができてしまったため、妹が身代わりに立てられるが、光秀は構わず煕子を娶る。光秀に対しては完全にベタぼれであり、本来ならば叱るべき彼のどうしようもないところまで許してしまうほど。
明智家臣からは光秀以上に慕われている節がある。

明智光安（あけち みつやす）
統率6　知略7　政治7　武術5　後見10
光秀の叔父で後見人。道三の死後、義龍に明智城を攻められると光秀たちを逃がすべく単身城に残り、討ち死にを遂げる。

三宅弥平次（みやけ やへいじ）
統率7　知略7　政治7　武術6　誠実10
明智家臣。放浪中は明智家の再興を強く考えており、光秀が越前で寺子屋の教師に収まろうとしていたときには叱責する一面も持つ。

溝尾庄兵衛（みぞお しょうべえ）
統率5　知略2　政治5　武術9　愚直10
明智家臣。家中では随一の武力を誇る。狩りの腕にも長けており、放浪中は食糧の調達でも活躍している。

### その他
土岐頼芸（とき よりのり）
統率3　知略6　政治6　武術2　書画10
美濃国大桑城を本拠としていた大名で、光秀の最初の主君。ただし明智家のことは、野心を抱く利政の縁戚であることを理由に信用していなかった。
利政の下剋上で国を追われた後、織田信秀の力を借りて美濃国奪還を目指すが、加納口の戦いで信秀が敗れて叶わなかった。

斎藤利政（道三）（さいとう としまさ（どうさん））
統率7　知略9　政治7　武術6　マムシ10
土岐家臣だったが、主君の頼芸を追放し自らが美濃国国主となる。光秀の叔母にあたる小見の方を正室としているため、明智家とは縁戚でもある。
光秀の才能を見抜くと、人脈を広げるための茶の湯、連歌などの教養や、次代の主力武器となる鉄砲を教えている。

細川藤孝（ほそかわ ふじたか）
統率6　知略7　政治9　武術9　牛投げ10
足利将軍家に仕える戦国一の教養人。武芸にも長けており、京では光秀を襲っていた暴れ牛を投げ飛ばして助けている。
永禄の変で足利義輝が横死すると、弟の覚慶（義昭）を連れて越前に逃れる。光秀と再会すると、信長に嫁いでいる従妹・帰蝶の伝手を頼りに織田家との連絡を頼んでいる。

朝倉義景（あさくら よしかげ）
統率5　知略7　政治7　武術2　将棋10
越前国大名朝倉家当主。臆病な性格から「知らない人を雇うのは怖い」として光秀を一度は門前払いにする。連歌会の噂を聞いた山崎吉家の勧めで雇うものの、鉄砲を曲芸程度にしか考えておらず、雑用係としてしか使わない。

## 書誌情報
- 重野なおき『明智光秀放浪記』白泉社〈ヤングアニマルコミックス〉、2019年12月31日発行（同年12月26日発売） ISBN 978-4-592-16140-0